# Mutukan
Mutukan, également retranscrit Mütügen, décédé en 1221 à Bâmiyân, dans l'actuel Afghanistan est un khan Mongol. Il a deux frères, Yissu Mangu et Baidar (mn). ils sont tous trois fils de Djaghataï Khan et petit-fils de Gengis Khan.
Il est décédé lors du siège de Bâmiyân (en).

## Famille
De plusieurs concubines, il à quatre fils:
- Baiju, né vers 1218;
- Büri, né vers 1220, décédé en 1252;
- Yesünto'a, né vers 1221
- Qara Hüleegü, né en 1221/2, décédé en 1252[2]